# محوطه ماشکید ۶
محوطه ماشکید ۶ مربوط به هزاره سوم و ۴ قبل از میلاد است و در شهرستان گلشن در ۱۶/۳ کیلومتری شمالغرب شهر جالق مرکز شهرستان گلشن منطقه آب سردین واقع شده و این اثر در تاریخ ۲۸ اسفند ۱۳۸۵ با شمارهٔ ثبت ۱۹۰۳۱ به‌عنوان یکی از آثار ملی ایران به ثبت رسیده است.